# Пстронгувка
Пстронгувка (пол. Pstrągówka) — село в Польщі, у гміні Вішньова Стрижівського повіту Підкарпатського воєводства.
Населення — 568 осіб (2011).
У 1975-1998 роках село належало до Ряшівського воєводства.

## Демографія
Демографічна структура станом на 31 березня 2011 року:
|          | Загалом | Допрацездатний вік | Працездатний вік | Постпрацездатний вік |
| -------- | ------- | ------------------ | ---------------- | -------------------- |
| Чоловіки | 299     | 67                 | 196              | 36                   |
| Жінки    | 269     | 60                 | 148              | 61                   |
| Разом    | 568     | 127                | 344              | 97                   |